# (314988) Sireland
(314988) Sireland est un astéroïde de la ceinture principale.

## Description
(314988) Sireland est un astéroïde de la ceinture principale. Il fut découvert le 13 décembre 2006 à Mauna Kea par David D. Balam. Il présente une orbite caractérisée par un demi-grand axe de 3,05 UA, une excentricité de 0,09 et une inclinaison de 9,9° par rapport à l'écliptique.

## Compléments